# Грузинов, Евграф Осипович
Евграф Осипович Грузинов (около 1765, Черкасск — 5 сентября 1800, Черкасск) — донской казак, полковник, обвинённый в том, что он произносил «дерзновенные и ругательные против государя изречения» и что у него были найдены бумаги, в которых были изложены «политические соображения, клонящиеся к ниспровержению существующего государственного строя».

## Биография
По семейному преданию, родоначальником рода Грузиновых был князь Роман Намчевадзе, который «пользовался особенною милостью у одного из грузинских или абхазских владетелей» и хотел перехода под власть Российской империи. Но заговор его провалился, и он бежал на Дон, где женился на казачке и имел от нее сыновей Осипа, Михаила и Илью. Осип Намчевадзе, бывший отцом Евграфа Грузинова, служил в войсковом управлении Войска Донского и ушел в отставку в чине войскового старшины.
Отправляясь в 1779 году в Польшу, в корпус генерал-поручика П. С. Потемкина, Осип зачислил своего малолетнего сына Евграфа в полк походного атамана Е. Д. Кутейникова, и отец и сын служили рядом. В 1782 году Осип был назначен на должность дьяка Войскового гражданского правительства и у «исправления письменных дел» при нем до 1786 года находились его сыновья Евграф и Пётр.
Затем Евграф отправился в поход за Кубань с полком премьер-майора И. А. Янова и «во всех бывших тогда с неприятелем сражениях обращался и поступал так, как должно — с неустрашимою храбростью». Его произвели в есаулы. После этого он возглавлял команду казаков, подавлявших восстание казачьих слобод в верховьях Дона.
Затем Евграф служил в казачьем эскадроне гатчинских войск. В 1796 году был создан лейб-гвардии гусарско-казачьий полк, в состав которого вошли и два эскадрона под командованием подполковника Евграфа Грузинова, только что произведенного в этот чин. В январе 1797 года он был отправлен для усмирения бунтующих на берегах Ладожского озера крестьян, после чего Павел I 15 января 1797 года пожаловал ему тысячу душ крепостных в вечное и потомственное владение, затем ему были даны чин полковника и орден Святой Анны II степени.
Однако Евграф для вступления во владение крепостными «как сам не явился, так и поверенного не прислал». Его предупредили, что из-за него «остается без выполнения именное высочайшее повеление».
Павел I, видимо, не знал о поведении Евграфа и 7 августа 1797 г. произвел его в командоры Мальтийского ордена, выделив также под его начало несколько «состоящих в Петербургской губернии селений». 24 января 1798 года император подписал указ о создании из подчиненных Евграфу эскадронов самостоятельного лейб-гвардии казачьего полка и о назначении его командиром генерала Ф. П. Денисова. В марте 1798 года Евграф был отправлен в Шлиссельбургский уезд для «поимки разного звания беглых». При этом, получив средства для закупки фуража и продовольствия, он отказался заниматься материальным обеспечением своего эскадрона, вследствие чего «лошади десять суток овса не получали и от того пришли в изнурение». Попытка командира полка Денисова вмешаться привела к тому, что Евграф передал через курьера, «что ежели бы он получил еще пять указов от провиантской комиссии и столько же повелений генерала Денисова», то и тогда не стал бы это делать. Затем объяснений от Евграфа о «вышеописанном упущении и непристойных отзывах к команде» потребовал инспектор кавалерии П. А. Пален и, не получив ответа, направил 16 апреля 1798 года «всеподданнейшее донесение» императору. Павел I приказал Евграфу немедленно сдав вверенную ему команду подполковнику Грекову и прибыть к императору в Павловск.
Пока Евграф сдавал свой эскадрон, был арестован его брат Петр, которого заключили с рогаткой на шее в крепость Бип в Павловске (на него донесли, что он вспоминал героев народных волнений на Дону). Павел I принял Евграфа в Павловске 26 апреля, после чего его сослали в Ревель. Однако уже 29 июня император вернул Евграфа в Санкт-Петербург и включил его в свою свиту. В тот же день он освободил и Петра, который был сразу после этого выслан на родину на Дон.
Зачисленный в свиту императора Евграф в конца августа 1798 года перестал появляться при дворе, сказавшись больным. После этого император за «ложное рапортование себя больным» исключил Евграфа из полка и отправил его на Дон с фельдъегерем.
Опальные братья жили в Черкасске до 12 августа 1800 года, когда их арестовали. При обыске у Евграфа нашли рукопись, в которой он планировал «набрать ратману не менее двухсот тысяч человек, против коей всех, кто бы не вступил в войну, разбить; взять Стамбул у турков, утвердить там свою столицу, учредить Сенат». В рукописи Евграфа также говорилось: «Внушить войску казацкому, татарам, грекам, черкесам, чтобы они возвели меня себе в начальники». На допросах Евграф не скрывал, что все намеченное «в забранных у него бумагах… думал со временем… произвести в действо». Евграф также признался, что как-то раз в присутствии неких Попова и Касмынина — «сругал скверно-матерно самого Государя», когда Попов и Касмынин потребовали от него денег, данных в долг, и пригрозили пожаловаться императору. Василий Попов уличил Евграфа в произнесении им следующих слов: «Вступился, было, за отечество Пугач, но его спалили… Что я не так, как Пугач, но еще лучше сделаю: как возьмусь за меч, то вся Россия затрясется. Про меня-де говорят, будто я полоумный; нет, я не полоумный!». Зиновий Касмынин подтвердил, что Евграф ругал самыми отборными словами императора и императрицу. Войсковой старшина Иван Афанасьев, сестра которого была матерью братьев Грузиновых, также показывал, что слышал как Евграф матерно отзывался об императоре Павле, говоря, будто тот, подвергая его опале, послушался генерала Карла Андреевича фон Ливена.
13 августа 1800 года в Черкасске по ордеру атамана Войска Донского Василия Орлова была создана комиссия военного суда для разбора обвинений Евграфа Грузинова в «оскорблении Императорского Величества и других преступлениях». Одновременно была создана и вторая комиссия военного суда для рассмотрения дела Петра Грузинова. Судебные комиссии признали Евграфа Грузинова виновным в нанесении оскорблений императору и измене Российскому Государству, а Петра Грузинова — в недоносительстве и измене Российскому Государству. Дальнейшую их судьбу должен был решить Сенат. 26 августа 1800 года Сенат постановил: «… полковника Грузинова 1-го за измену против нас и государства, повелеваем, лиша чинов и дворянства, наказать нещадно кнутом и отправить его к нашему генерал-прокурору, а имение его отписать в казну». 29 августа этот приговор утвердил император. Такой же приговор был вынесен и брату Евграфа Петру.
5 сентября 1800 года на соборной площади Черкасска был собран народ, место наказания было взято в пехотное каре, по углам которого были установлены четыре орудия, заряженные картечью, поскольку опасались «заговора и мятежа сторонников Евграфа и Петра Грузиновых». Евграф Грузинов был бит кнутом до тех пор, пока не он умер и лишь после констатации смерти врачом его отвязали от бревна и сбросили на землю. В тот же день войсковая канцелярия объявила, что «Евграф Грузинов по лишении чинов и дворянства, был нещадно наказан кнутом… после оной изверг через два часа лишился жизни». Пётр Грузинов также был наказан кнутом и умер через два дня после этого.
27 сентября 1800 года за «недонесение» о Грузиновых были казнены отсечением головы войсковой старшина Иван Афанасьев, а также казаки Василий Попов, Зиновий Касмынин и Иван Колесников.
После убийства Павла I новый император Александр I указом от 9 апреля 1801 года возвратил конфискованное имение полковника Грузинова, «состоящее в городе Черкасске», его младшим братьям Роману и Афанасию, которые были возвращены в гвардию.